# Катакомбы Бендер
Катакомбы Бендер — сеть извилистых подземных туннелей и пещер искусственного типа под городом Бендеры. Общая протяжённость неизвестна.

## Легенды
Одна из легенд о бендерских катакомбах — наличие подземного хода под Днестром, возле Бендерской крепости. Входы в катакомбы у крепости завалены, поэтому доказать существование хода пока не представляется возможным.

## Современное состояние
В настоящее время большинство входов в катакомбы либо завалены, либо снесены при постройке зданий. Некоторые проходы ещё сохранились в подвалах домов, а также в некоторых дворах. Запечатанные входы есть на Первомайской улице, в баре «Погребок» по улице Лазо. В начале 1960-х на улице Ленина в один из подземных ходов провалился грузовик.